# Grundig/Consten-Entscheidung
Die Grundig/Consten-Entscheidung des Europäischen Gerichtshofs ist eine Entscheidung auf dem Gebiet des europäischen Wettbewerbsrechts.

## Sachverhalt
Das deutsche Unternehmen Grundig schloss einen Vertrag mit dem französischen Unternehmen Consten ab, wonach Consten alleiniger Vertragshändler für Grundig-Produkte in Frankreich wurde. Allen anderen Vertragshändlern von Grundig wurde der Vertrieb von Grundig-Produkten in Frankreich untersagt, im Gegenzug durfte Consten keine Produkte vertreiben, die in Konkurrenz zu Grundig-Produkten stehen, und Grundig-Produkte nicht außerhalb Frankreichs vertreiben. Mittels einer Zusatzvereinbarung erhielt Consten auch die Markenrechte an der Marke "Grundig".
Nachdem zwei Unternehmen Parallelimporte von Grundig-Produkten aus Deutschland in Frankreich auf den Markt brachten, machte Consten Unterlassungsansprüche gegen diese Unternehmen geltend und klagte vor einem französischen Gericht auf Unterlassung. Die beiden Unternehmen beschwerten sich bei der Europäischen Kommission und machten einen Verstoß gegen Artikel 85 des EWG-Vertrags geltend. Die Kommission erklärte darauf den Vertrag zwischen Grundig und Consten für nichtig, da er gegen europäisches Wettbewerbsrecht verstoße. Hiergegen wandten sich Grundig und Consten mit ihrer Nichtigkeitsklage vor dem Europäischen Gerichtshof.

## Entscheidung
Der Europäische Gerichtshof hielt die Entscheidung der Kommission im Wesentlichen aufrecht und hob sie nur insofern auf, als dass der gesamte Vertrag (und nicht nur die konkret beanstandeten Vereinbarungen) für nichtig erklärt wurde.
Nach Art. 85 des EWG-Vertrags seien solche Vereinbarungen zwischen Unternehmen unwirksam, durch die der freie Warenverkehr innerhalb der EWG mit dem Ziel der Wettbewerbsbehinderung eingeschränkt werde. Nach der Entscheidung des Europäischen Gerichtshofs greift dieser Artikel immer dann, wenn fünf Kriterien erfüllt sind:
- Es muss sich um eine Vereinbarung zwischen zwei Unternehmen handeln.
- Die Vereinbarung muss Bestandteil eines Vertrags oder geübte Praxis sein.
- Die Vereinbarung muss einen wettbewerbseinschränkenden Effekt ausüben oder auf dieses Ziel gerichtet sein.
- Die Vereinbarung muss eine spürbare Auswirkung auf den Wettbewerb oder den freien Warenverkehr haben.
- Die Wettbewerbsbeschränkung darf nicht im Einzelfall gerechtfertigt sein (nach Art. 85 Abs. 3 des EWG-Vertrags)

Auch solche Vereinbarungen, die zwar nicht unmittelbar eine wettbewerbseinschränkende Wirkung entfalten, aber im Ergebnis doch zu einer Einschränkung des Wettbewerbs führen, können unter Art. 85 des EWG-Vertrags fallen.
Eine Vereinbarung, durch die ein fremdes Unternehmen zum alleinigen Vertragshändler für die eigenen Produkte bestimmt wird, entfaltet für sich genommen noch nicht eine wettbewerbseinschränkende Wirkung. Im konkreten Fall führte das Zusammenspiel verschiedener Bestimmungen des Vertrags im Ergebnis doch zu einer unzulässigen Wettbewerbsbeschränkung. Durch die Bestimmungen, wonach andere Vertragshändler ihre Produkte nicht in Frankreich vertreiben durften, kam Consten eine Art "Territorialschutz" zugute, die es anderen Unternehmen völlig unmöglich machte, in Konkurrenz zu Consten zu treten und Grundig-Produkte in Frankreich zu vertreiben. Durch die gleichzeitige Übertragung der Markenrechte konnte Consten ebenso gegen nicht von Grundig autorisierte Parallelimporte vorgehen, indem es diese auf eine Markenrechtsverletzung stützte. Hierdurch konnte Consten im Ergebnis Preise verlangen, die keinem echten Wettbewerb ausgesetzt waren. 
Im Ergebnis hätte Grundig entweder die Bestimmung Constens zum alleinigen Vertragshändler innerhalb Frankreichs oder die Einschränkungen gegenüber Parallelimporten aufgeben müssen, um mit Wettbewerbsrecht im Einklang zu stehen.